# Alvise Zago
Alvise Zago (Rivoli, 20 agosto 1969) è un ex calciatore italiano, di ruolo trequartista o seconda punta.

## Carriera

### Giocatore

#### Gli inizi
La carriera di Alvise Zago è concentrata nelle sue prime 17 gare in Serie A: una rapida ascesa che lo vede a 19 anni promosso dalla squadra giovanile del Torino come numero 10 titolare dei granata in Serie A.
Buona parte del merito va all'allenatore Luigi Radice che nota subito le sue qualità e decide di utilizzarlo come titolare; anche dopo il suo esonero il vice Claudio Sala punta su di lui.
In quel periodo trova posto anche nella Nazionale Under-21.
Nella prima giornata di ritorno della stagione 1988-1989, contro la Sampdoria, in uno scontro aereo con il blucerchiato Víctor Muñoz, Zago si rompe i legamenti e la capsula articolare del ginocchio destro. Rimane fermo per quasi un anno e mezzo e, quando ritorna a calciare il pallone, non è più il talento degli esordi.

#### Dopo l'infortunio
Prosegue la sua carriera in squadre di divisioni inferiori. Viene mandato in prestito al Pescara ed al Pisa, poi venduto dal Torino prosegue la carriera passando per Bologna, Nola, Saronno, Varese, Seregno e Meda, per poi terminare la carriera nella squadra del suo paese natale, il Rivoli.
Attualmente è allenatore all’Accademia Torino Calcio FC.

## Palmarès

### Club

#### Competizioni giovanili
- Campionato Primavera: 1

Torino: 1987-1988
- Torneo di Viareggio: 1

Torino: 1987

#### Competizioni nazionali
- Serie B: 1

Torino: 1989-1990
- Coppa Italia: 1

Torino: 1992-1993